# Viotá (kommun)
Viotá är en kommun i Colombia.   Den ligger i departementet Cundinamarca, i den centrala delen av landet, 50 km väster om huvudstaden Bogotá. Antalet invånare är 13 567.